# Santa Maria d'Arles

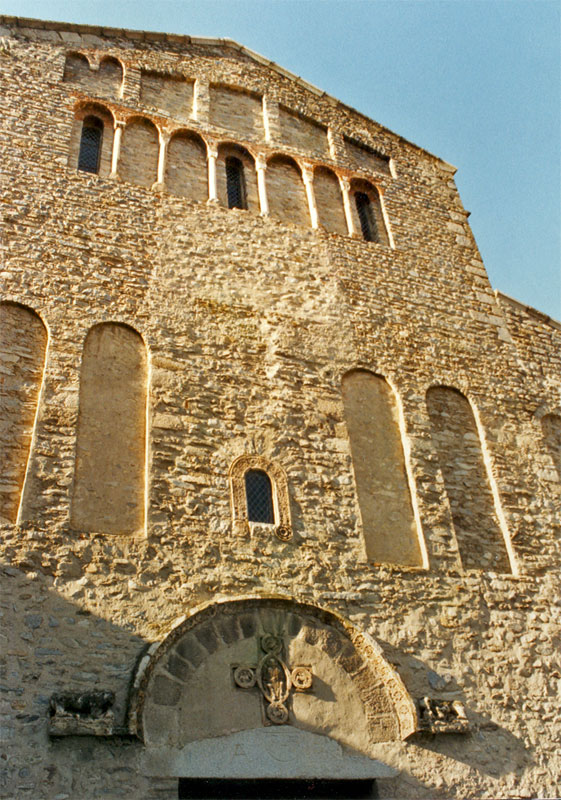
Façana oriental de Santa Maria d'Arles

L'abadia de Santa Maria d'Arles és a la vall del Tec, a la comuna d'Arles, al Vallespir (Catalunya del Nord). Aquesta construcció és el nucli de la vila medieval, desenvolupada al seu voltant.
Està situada pràcticament en el centre de la vila actual d'Arles, que va créixer al seu voltant, i de la qual va esdevenir església parroquial a ran de l'abandonament del monestir pels monjos després de la Revolució Francesa.

## Història

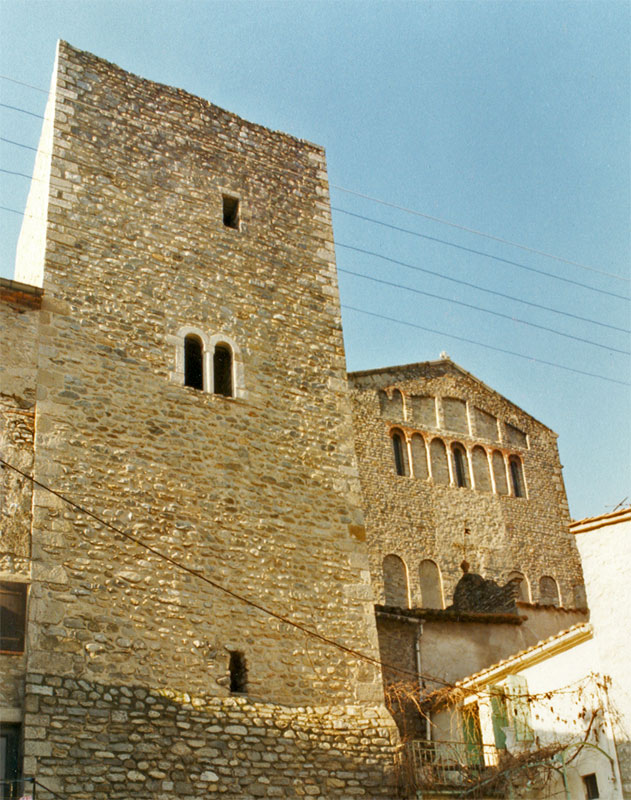
Façana amb la torre de defensa

L'antiga abadia fou fundada poc després del 778 per un monjo anomenat Castellà, vingut de terres ocupades per sarraïns, amb l'esperit repoblador que va impulsar Carlemany en aquesta regió coneguda en aquell moment com a Septimània. Aquella primera abadia era coneguda com a Santa Maria de Vallespir i estava situada en un indret diferent de l'actual: a l'actual població dels Banys d'Arles, justament a les Termes romanes.
Hom té referències directes o indirectes de diversos preceptes reials que esmenten l'abadia, atorgats a començament de segle ix. Hi ha també constància d'un atac dels normands que assolaren el lloc (858-860), fet que va motivar l'atorgament de nous preceptes d'immunitat a favor del cenobi.

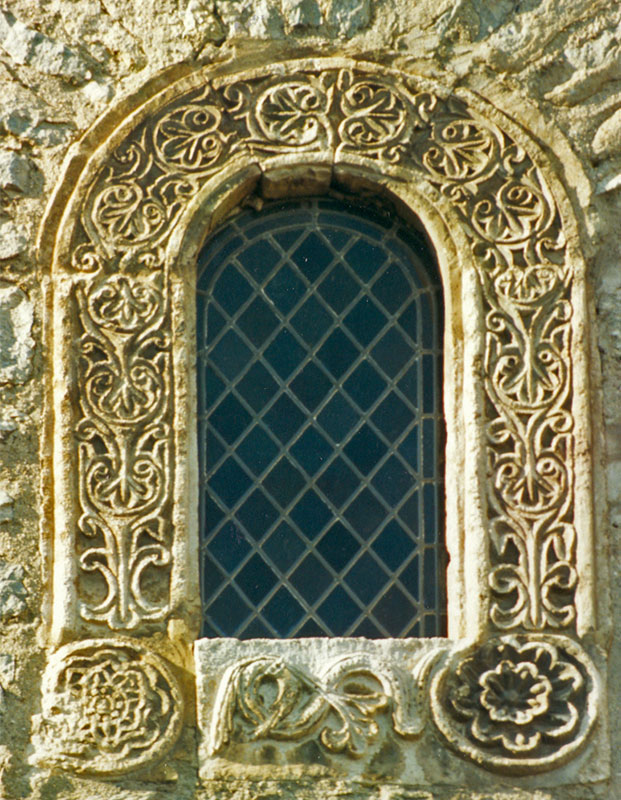
Finestra de la façana

El 934, ja era situada a l'indret actual. El trasllat s'hauria fet en època de l'abat Sunifred (?-891), fill del comte Sunifred I d'Urgell i Cerdanya. En aquesta època, (segles x i xi) l'abadia es trobava sota la protecció comtal.
El 1078, va passar a l'òrbita de Cluny, i depenent directament de Moissac, els abats d'Arles van ser des de llavors monjos d'aquell lloc.
L'església de Santa Maria va ser consagrada el 1046, i posteriorment ho tornà a ser el 13 d'octubre del 1157, després d'unes obres de restauració empreses per Udalgar i Artau, bisbes d'Elna. Va ser una època d'importants construccions, la mateixa església abacial, la parroquial de Sant Esteve i altres esglésies directament vinculades al monestir, i també el recinte emmurallat.

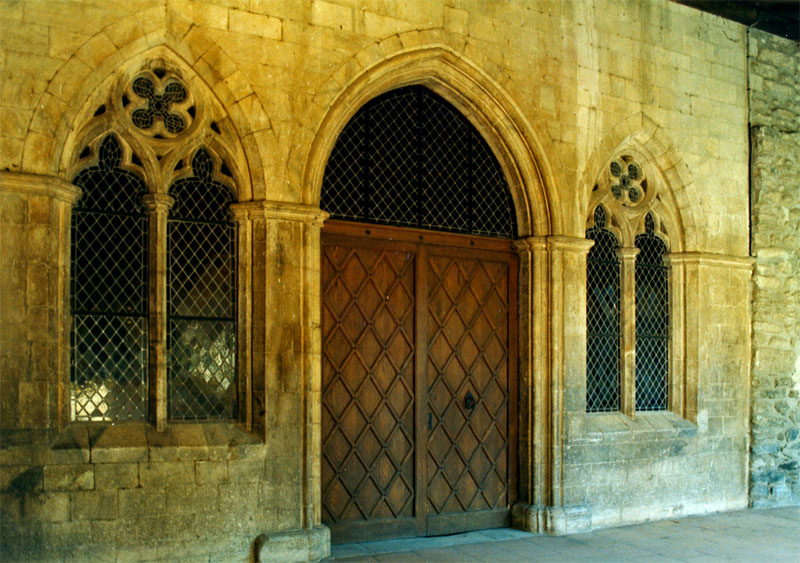
La sala capitular

En el segle xiii i començament del XIV, encara va continuar l'activitat constructora, reflex d'una època d'esplendor, que es va anar apaivagant a poc a poc. El 1235 i el 1325, el monestir va fer front a una revolta popular que s'enfrontava al poder que exercia l'abadia sobre la població. La decadència es va anar accentuant fins que hom troba que, a la segona meitat del segle xvi, l'església era en ruïnes. L'abadia es va unir a la de Sant Andreu de Sureda amb l'objectiu de millorar la seva situació econòmica.
Després del tractat dels Pirineus, i com a part de l'estratègia governamental d'afrancesar els principals càrrecs religiosos de la Catalunya del Nord, el benefici abacial d'Arles va ser atorgat el 1647 a Pere Pont, un eclesiàstic que havia lluitat en l'exèrcit francès; tot i això, no en rebé la butlla pontifical fins al 1699, vint anys després. El 1701, l'abadia fou unida al bisbat d'Elna i Perpinyà, amb efectes a partir del 1722, i aquesta subjecció va perdurar fins a la Revolució, quan es va suprimir el cenobi. L'església va passar a ser la parroquial de la població mentre que les altres dependències va anar a parar a mans particulars. El 1841, el claustre fou retornat a l'església i des de llavors s'han anat fent obres de restauració en el conjunt. El 1908, va quedar catalogat com a monument històric.

## Arquitectura

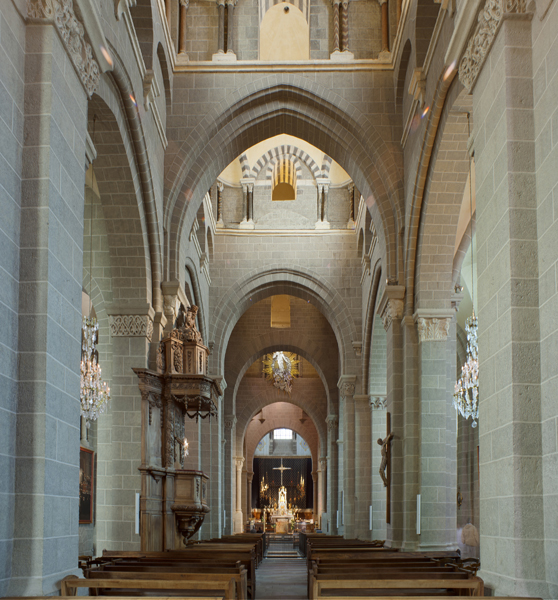
Nau central de l'església

La seva església és un dels més interessants edificis romànics d'aquesta època i té una considerable unitat. El gruix de l'obra és del segle xi. És de planta basilical, amb tres naus i tres absis. No té transsepte. Totes les naus tenen volta de canó, les laterals corresponen a la construcció que es va consagrar el 1046, i la central, lleugerament apuntada, molt possiblement calgui situar-la a l'època de la segona consagració (1157). Els murs laterals de l'església es van obrir en època gòtica per fer-hi unes capelles.
Als costats de la capçalera, se situaven dos poderosos campanars, dels quals només en resta un. Aquestes construccions es complementaven amb dues torres de defensa més, situades a llevant i de les quals també se'n conserva una. L'església, doncs, estava flanquejada per un total de quatre torres.
Entre aquestes torres de defensa i la façana es trobava un atri, que ara ha desaparegut. Una porta arcaica dona accés a l'església. A la part superior, es troba una finestra decorada i més amunt una sèrie d'arcuacions separades per columnes.
En aquest atri, hi ha la 'Santa Tomba' i l'estàtua jacent de Guillem Gaulcem.

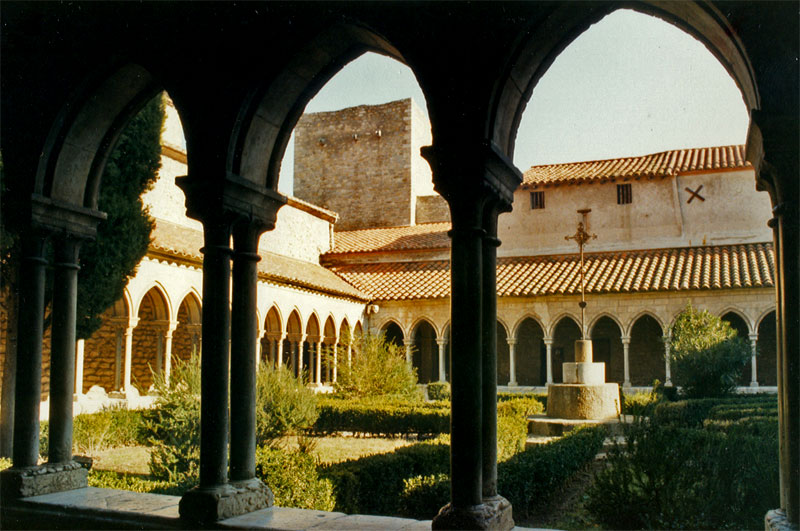
El claustre

El claustre és una obra gòtica primitiva, de l'època de l'abat Ramon Desbac (1261-1303), de planta irregular i adossat a les capelles afegides al mur del sud de l'església, cosa que fa pensar que aquest claustre es va aixecar amb posterioritat a la construcció de les capelles, o bé que aquestes últimes ocupen el lloc d'algunes dependències situades entre l'església i el claustre, cosa que no és gens versemblant.

## Mobiliari i elements decoratius

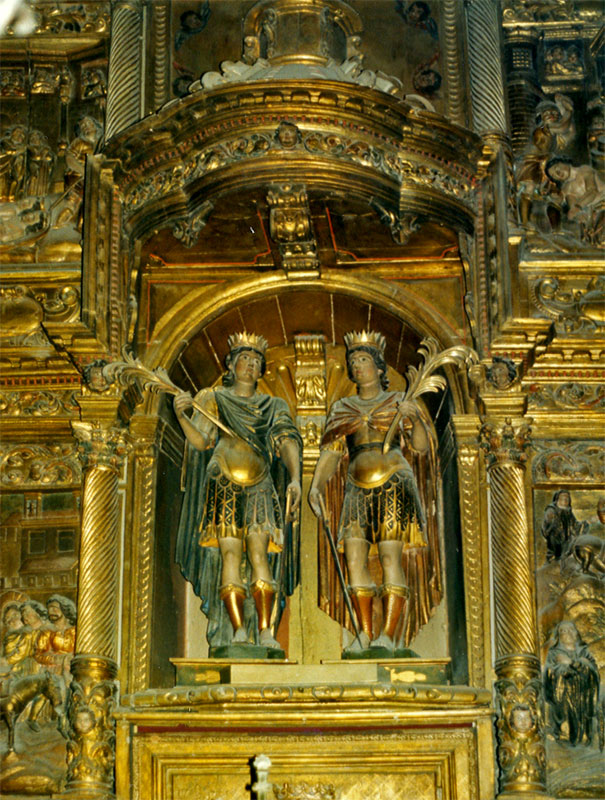
Nínxol central del retaule

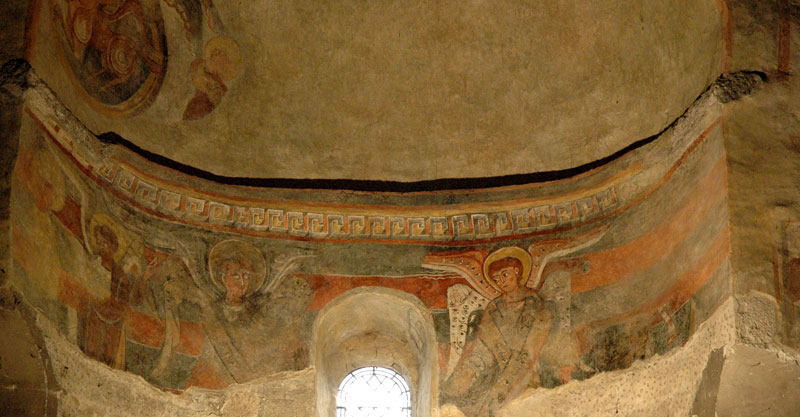
Restes de la decoració mural

La portada principal està formada per una llinda arcaica a sobre de la qual es troba una creu centrada per una Majestat entre els símbols dels evangelistes (tetramorf). Està emmarcada per un guardapols semicircular, decorat amb motius vegetals als extrems del qual hi ha unes figures de monstres. El relleu pot datar-se cap al segle xi, però possiblement la llinda en sigui anterior.
La finestra de la façana és una senzilla obertura de mig punt, decorada exteriorment amb un relleu amb motius vegetals que l'envolta.
La Santa Tomba és un sarcòfag paleocristià del segle iv. Una llegenda considera que contenia els cossos dels sants Abdó i Senén i que, miraculosament, del seu interior brolla l'aigua de manera ininterrompuda. L'abat Arnulf (documentat el 963) va fer portar les relíquies dels sants de Roma a l'abadia, on van ser objecte de molta devoció popular. El sarcòfag està situat a l'antic atri.
La làpida jacent de Guillem Gaucelm està encastada al mur i sobre la Santa Tomba. Hi ha l'estàtua jacent del cavaller Guillem Gaucelm de Tellet, mort el 1210. Hom considera que aquesta peça és obra de Ramon de Bianya, de qui es coneixen dues obres més, de característiques similars, conservades al claustre d'Elna. Aquesta peça presenta un desperfecte al nas, la qual cosa va fer que hom ho atribuís a un fet miraculós: haver-se guarit d'una malaltia a la cara gràcies a l'aigua miraculosa que brollava de la 'Santa Tomba'.
El retaule d'Abdó i Senén és d'estil barroc, del 1646, obra de Llàtzer Tramulles (1605-1657), destinat a conservar els reliquiaris dels sants Abdó i Senén.
A l'interior de l'església, al mur de la façana principal i sobre la porta, hi ha la capella de Sant Miquel, amb un absis buidat en el gruix del mur; és el que resta de l'antic absis principal, abans de la reforma que capgirà l'orientació de l'església. Aquest lloc conserva encara una bona mostra de pintura mural romànica. Les figures més ben conservades representen àngels. Era centrat per un Crist en Majestat, pràcticament perdut del tot.

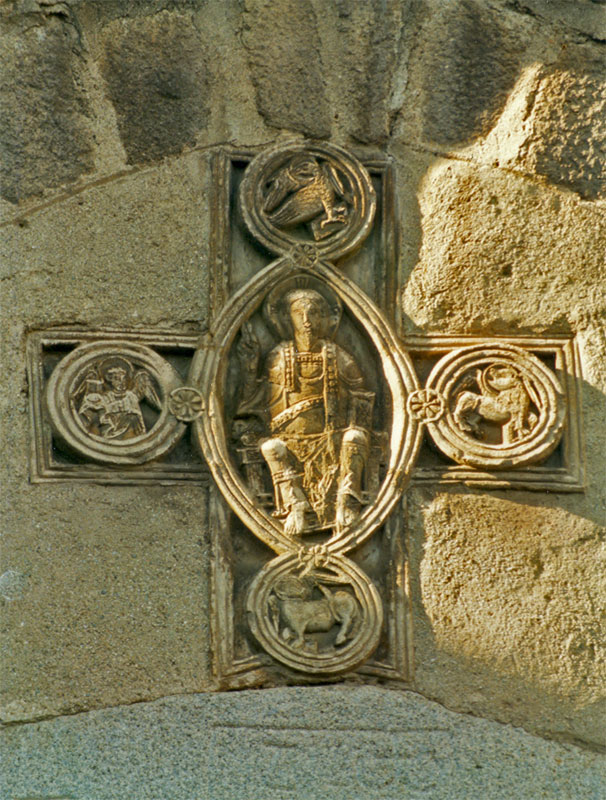
Detall de la portalada

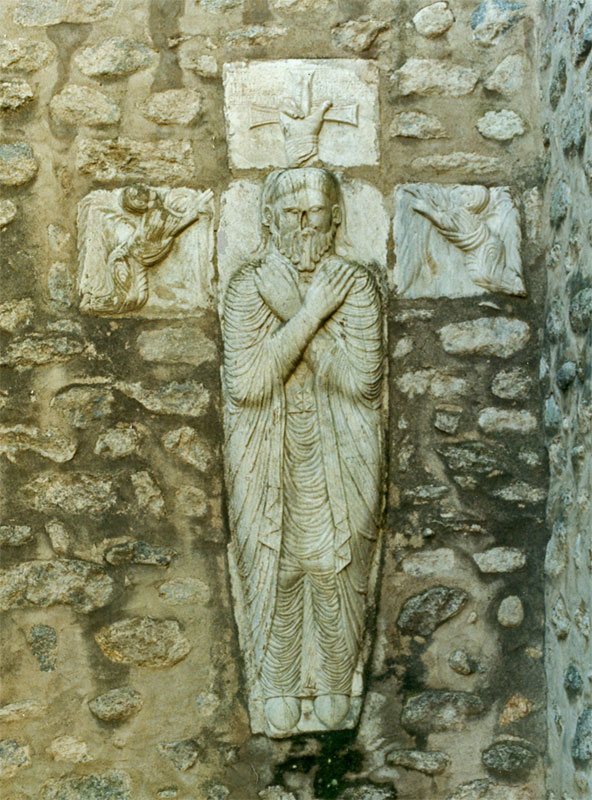
Estàtua jacent de Guillem Gaucelm

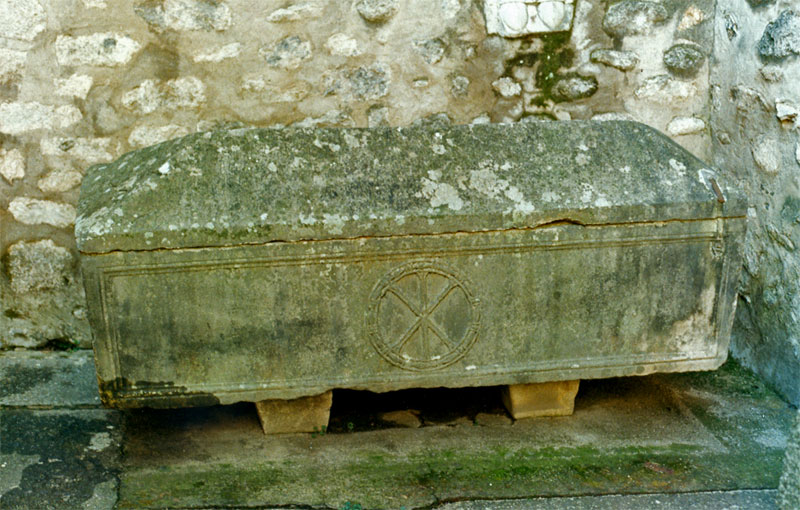
La Santa Tomba